# Unity (hrabstwo Trempealeau)
Unity – miasto w Stanach Zjednoczonych, w stanie Wisconsin, w hrabstwie Trempealeau.